# Adèle Foucher

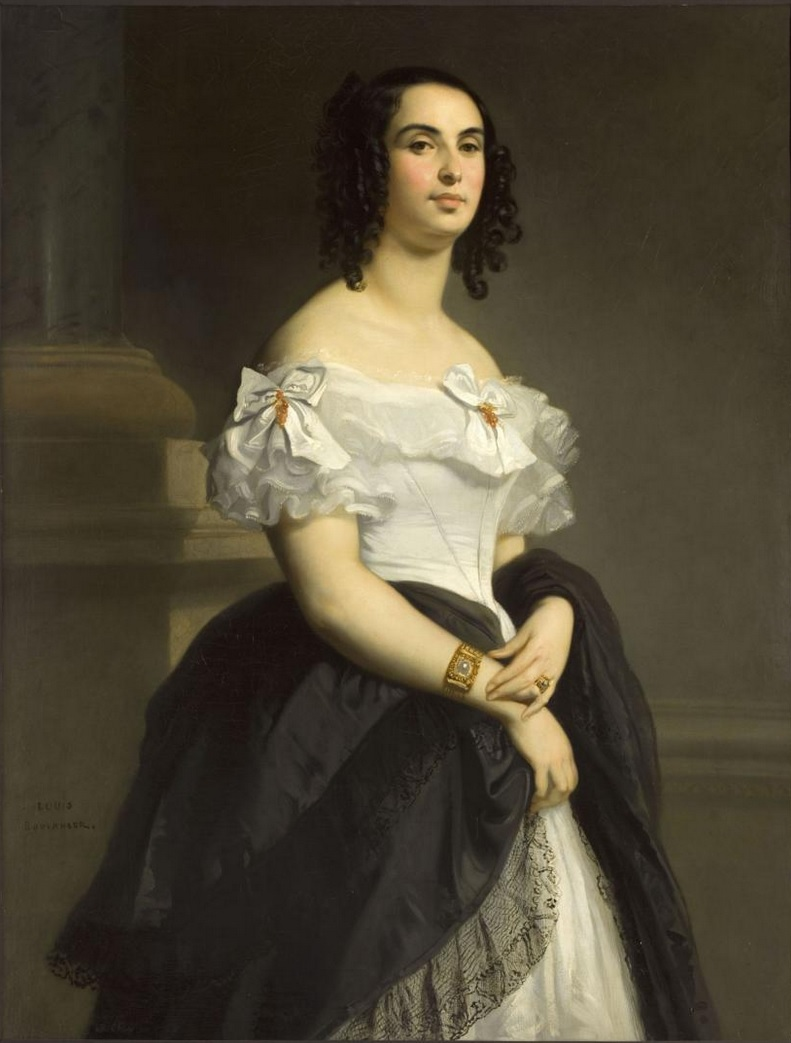
Adèle Hugo khi còn là một thiếu nữ, tranh của Louis Boulanger

Adèle Foucher (27 tháng 9 năm 1803 - 27 tháng 8 năm 1868) là vợ của nhà văn Pháp Victor Hugo, người mà bà đã quen từ thời thơ ấu. Mối tình của bàvới nhà phê bình Charles-Augustin Sainte-Beuve đã trở thành nguồn cảm hứng cho cuốn tiểu thuyết năm 1834 của Sainte-Beuve, Volupté. Adèle viết một cuốn tiểu sử về chồng mình, xuất bản năm 1863.

## Đầu đời
Adèle Foucher sinh ra ở Paris, là con gái của Pierre Foucher, một người bạn của cha mẹ Victor Hugo. Anh trai của Adèle, Paul Foucher, đã hỗ trợ Hugo bằng cách đóng giả là tác giả của vở kịch Hugo, Amy Robsart, nhưng vở kịch chưa bao giờ được xuất bản. Paul sau đó đã sản xuất một bản chuyển thể thành công trên sân khấu từ tiểu thuyết Notre-Dame de Paris của Hugo.
Trong thời gian tán tỉnh của cô, Hugo đã viết khoảng 200 bức thư tình cho Adèle, hầu hết trong số đó đã được xuất bản. Cặp đôi kết hôn theo nghi thức Công giáo vào ngày 12 tháng 10 năm 1822. Anh trai của Victor, Eugène Hugo, cũng yêu Adèle, và suy sụp tinh thần khi cô kết hôn với Victor.
Con đầu lòng của Adèle và Victor, Léopold, sinh năm 1823, nhưng đã qua đời khi còn nhỏ. Tiếp đến là một cô con gái, Léopoldine, sinh năm 1824. Cái chết của Léopoldine vào năm 1843, ngay sau khi kết hôn, khiến cả Hugo và Adèle vô cùng đau khổ, và chính điều này đã truyền cảm hứng cho nhiều bài thơ của cha cô, đặc biệt là những bài trong tập Contemplations.
Một con trai khác của họ, Charles, ra đời năm 1826, tiếp theo là François-Victor vào năm 1828, và một con gái khác, Adèle Hugo, vào năm 1830. Vào thời điểm này Hugo đã nổi tiếng với tư cách là một nhà thơ và tiểu thuyết gia. Không lâu sau khi đứa con út của cô ra đời, Adèle không còn quan hệ tình dục với chồng cô. Sau đó, cô bắt đầu mối tình của mình với Sainte-Beuve, người bạn của Hugo, kéo dài cho đến khoảng năm 1837.

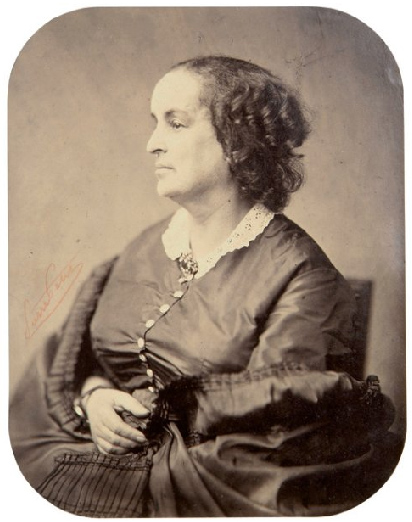
Adèle Hugo sau này, ảnh của Pierre Petit

## Cuộc sống sau này
Năm 1833, Victor Hugo có quan hệ với Juliette Drouet, người mà sau này trở thành tình nhân lâu dài của ông. Đáp lại, Adèle dần chấm dứt mối quan hệ với Sainte-Beuve. Mặc dù ông đã cân nhắc việc rời Adèle tại một thời điểm, họ vẫn giữ mối quan hệ hôn nhân, và trong cuộc sống sau này, khi sống trên đảo Guernsey, một mối quan hệ tình bạn đã lớn lên giữa người vợ và người tình.
Sau một thời gian hoạt động chính trị trong những năm 1840, Victor Hugo cảm thấy thất vọng về nhà lãnh đạo mới của Pháp, Napoléon III, và ông rời khỏi đất nước, đầu tiên đến Brussels và sau đó đến đảo Jersey. Vào tháng 10 năm 1855, ông tìm thấy một ngôi nhà cố định tại Hauteville House ở St Peter Port, Guernsey, và đưa gia đình đến sống ở đó với ông. Khi sống ở Brussels, Adèle đã mua một con chó săn, được nhồi bông và bảo quản như một vật trưng bày sau khi chết.
Tiểu sử của Adèle về chồng cô, Victor Hugo raconté par un témoin de sa vie, được xuất bản vào năm 1863, đáng chú ý vì loại trừ bất kỳ đề cập nào đến các cuộc phiêu lưu tình ái của Victor.
Adèle chết vì "tắc nghẽn mạch máu não" ở tuổi 64, khi đang ở tại Brussels, và được chôn cất tại Villequier, gần mộ của con gái bà là Léopoldine; các con trai của bà đã đi cùng thi thể trong chuyến đi chôn cất.